# Ivan Kamenec

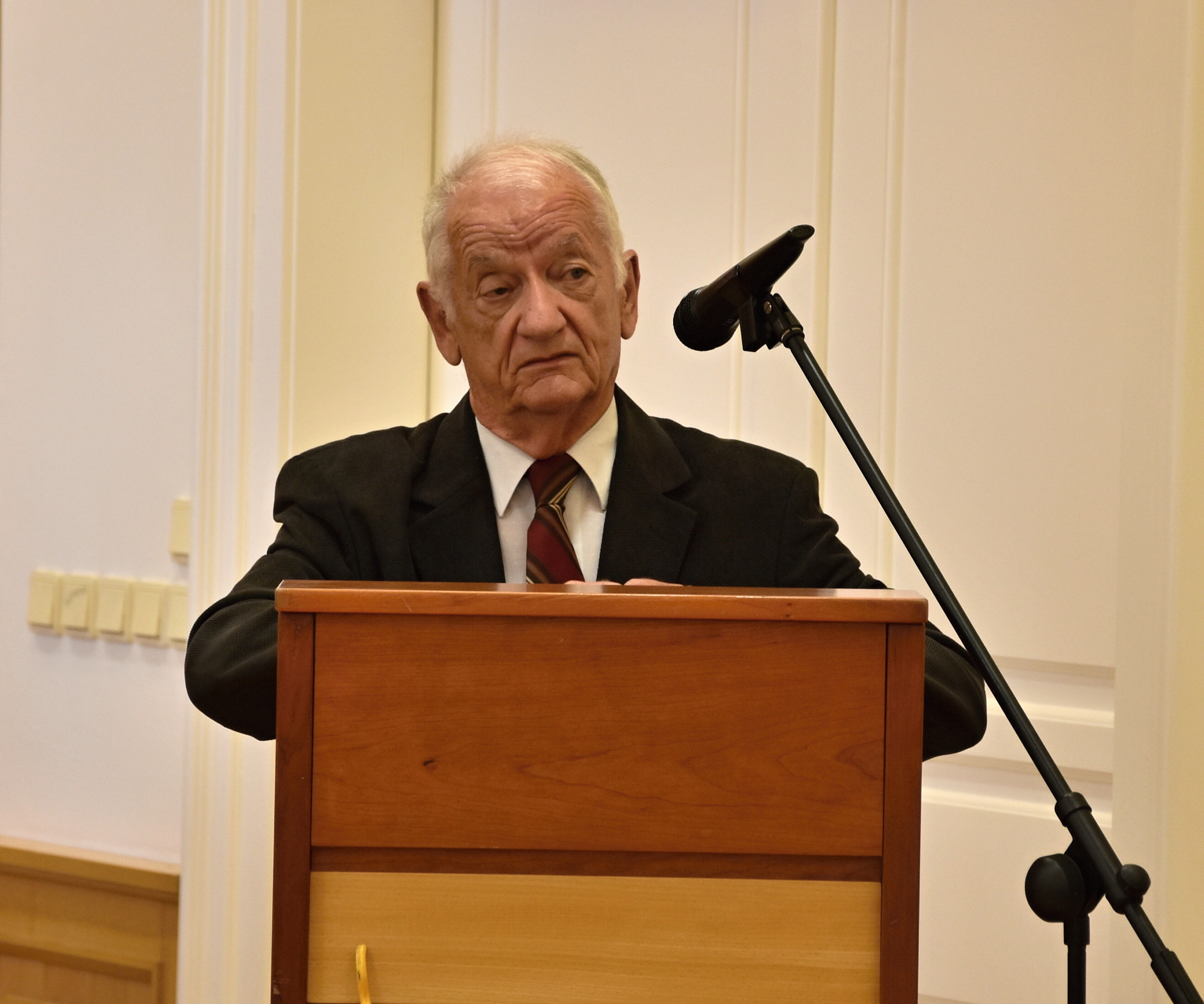
Ivan Kamenec bei einer Tagung der Slowakischen Historischen Gesellschaft (2019).

Ivan Kamenec (* 27. August 1938 in Nitra, Tschechoslowakei) ist ein slowakischer Historiker. Er beschäftigt sich insbesondere mit der Geschichte des Slowakischen Staates sowie der slowakischen Beteiligung am Holocaust und gilt als einer der renommiertesten Historiker des Landes.

## Leben
Kamenec wurde als Sohn jüdischer Eltern geboren. Sein Vater, erhielt als Bauingenieur im Slowakischen Staat eine wirtschaftliche Ausnahmebescheinigung von der antisemitischen Gesetzgebung und beteiligte sich 1944 am Slowakischen Nationalaufstand.
Im Jahr 1961 absolvierte Kamenec ein Studium der Geschichte und der Kulturgeschichte an der philosophischen Fakultät der Comenius-Universität Bratislava. Danach arbeitete er im Slowakischen Nationalarchiv, im Slowakischen Nationalmuseum und ist gegenwärtig leitender Mitarbeiter des Historický ústav (Historisches Institut). Bis zur Samtenen Revolution 1989 war er Mitglied der kommunistischen Partei. Er beschäftigt sich vor allem mit der Erforschung und der Interpretation der politischen und kulturellen Geschichte des 20. Jahrhunderts.
Auch beschäftigt er sich mit einigen theoretischen Fragen der slowakischen Historiografie und ihrer Entwicklung. Seine Forschung konzentriert er vor allem auf die Problematik der Geschichte des Slowakischen Staates der Jahre 1939 bis 1945. Sein Schwerpunktthema stellt die historische Rekonstruktion des politischen Systems, des Holocaust und der Profile der höchsten politischen Würdenträger dieses Staates dar.
Extern hält er Vorträge an slowakischen Hochschulen und tritt mit fachlichen Referaten bei wissenschaftlichen Veranstaltungen im In- und Ausland auf.

## Rezeption
Die deutsche Historikerin Tatjana Tönsmeyer (2003) urteilt in ihrer Monographie Das Dritte Reich und die Slowakei 1939–1945, dass Kamenec' Arbeiten zu den wenigen seriösen gehören, die in der slowakischen bzw. tschechoslowakischen Historiographie vor der Samtenen Revolution 1989 produziert wurden. Für die Zeit nach der Wende hebt Tönsmeyer die von Kamenec' 1991 erschienene Holocaust-Studie Po stopách tragédie und die 1998 veröffentlichte Tiso-Biographie Tragédia politika, kňaza a človeka hervor.
Die deutsche Historikerin Sabine Witt (2015) wiederum schätzt Kamenec in ihrer Arbeit über nationalistische Intellektuelle folgendermaßen ein:
Ivan Kamenec ist einer der eigenständigsten und renommiertesten slowakischen Historiker, der sich in den 1960er-Jahren intensiv mit der Rolle des slowakischen Staates bei der Deportation von Juden auseinandersetzte und in den 1980er-Jahren eine deutliche Wende zur marxistischen Geschichtsschreibung vollzog.

## Werke
- Spoločnosť, politika, historiografia [= Gesellschaft, Politik, Historiographie]. Prodrama Verlag, Bratislava 2009, ISBN 978-80-89396-02-3.
- Slovenský štát v obrazoch [= Der Slowakische Staat in Bildern]. Ottovo nakladatelství, Prag 2008, ISBN 978-80-7360-700-5. (Um Bebilderung ergänzter Text von Kamenec' 1992 erschienener Arbeit Slovenský štát (1939–1945).)
- On The Trail of Tragedy: The Holocaust In Slovakia. Verlag Hajko & Hajková, Bratislava 20007. (Englische Übersetzung von Kamenec' 1991 erschienenem Standardwerk Po stopách tragédie.)
- Hľadanie a blúdenie v dejinách [= Das Suchen und Herumirren in der Geschichte]. Kalligram Verlag, Bratislava 2000.
- Tragédia politika, kňaza a človeka. Dr. Jozef Tiso 1887-1947 [= Die Tragödie eines Politikers, Priesters und Menschen. Dr. Jozef Tiso 1887-1947]. Archa, Bratislava 1998, ISBN 80-7115-147-5
- Vatikán a Slovenská republika – Dokumenty [= Der Vatikan und die Slowakische Republik – Dokumente]. SAP Verlag, Bratislava 1992
- Slovenský štát (1939–1945) [= Der Slowakische Staat (1939–1945)]. Anomal Verlag, Prag 1992
- Po stopách tragédie [= Auf den Spuren der Tragödie]. Archa Verlag, Bratislava 1991
- Začiatky marxistického historického myslenia na Slovensku. Veda Verlag, Bratislava 1984